# 高而潘
高而潘（1928年6月10日—2022年11月14日），臺灣建築師，台北人。

## 生平
高而潘1928年出生於臺北大稻埕的望族家庭，其祖父高地龍是高源發布莊的創設者，1951年畢業於台南工學院建築系，畢業後留校擔任助教期間大量閱讀校內圖書，吸收當時融合東西方的建築思潮。高而潘任職基泰工程司期間在主持建築師關頌聲的支持下，1960年至日本參加東京世界設計會議，並於佐藤武夫事務所和前川國男建築師事務所學習四個月。1965年起執教於淡江大學及中國文化大學建築系，隔年成立高而潘建築師事務所，1999年獲選中華民國建築學會第1屆會士。高而潘將其執業生涯的8000餘幅建築圖說全數捐贈給國立台灣博物館自2007年起開始推動的「二次戰後台灣經典建築設計圖說徵集數位化計畫」，2022年11月14日去世。

## 設計

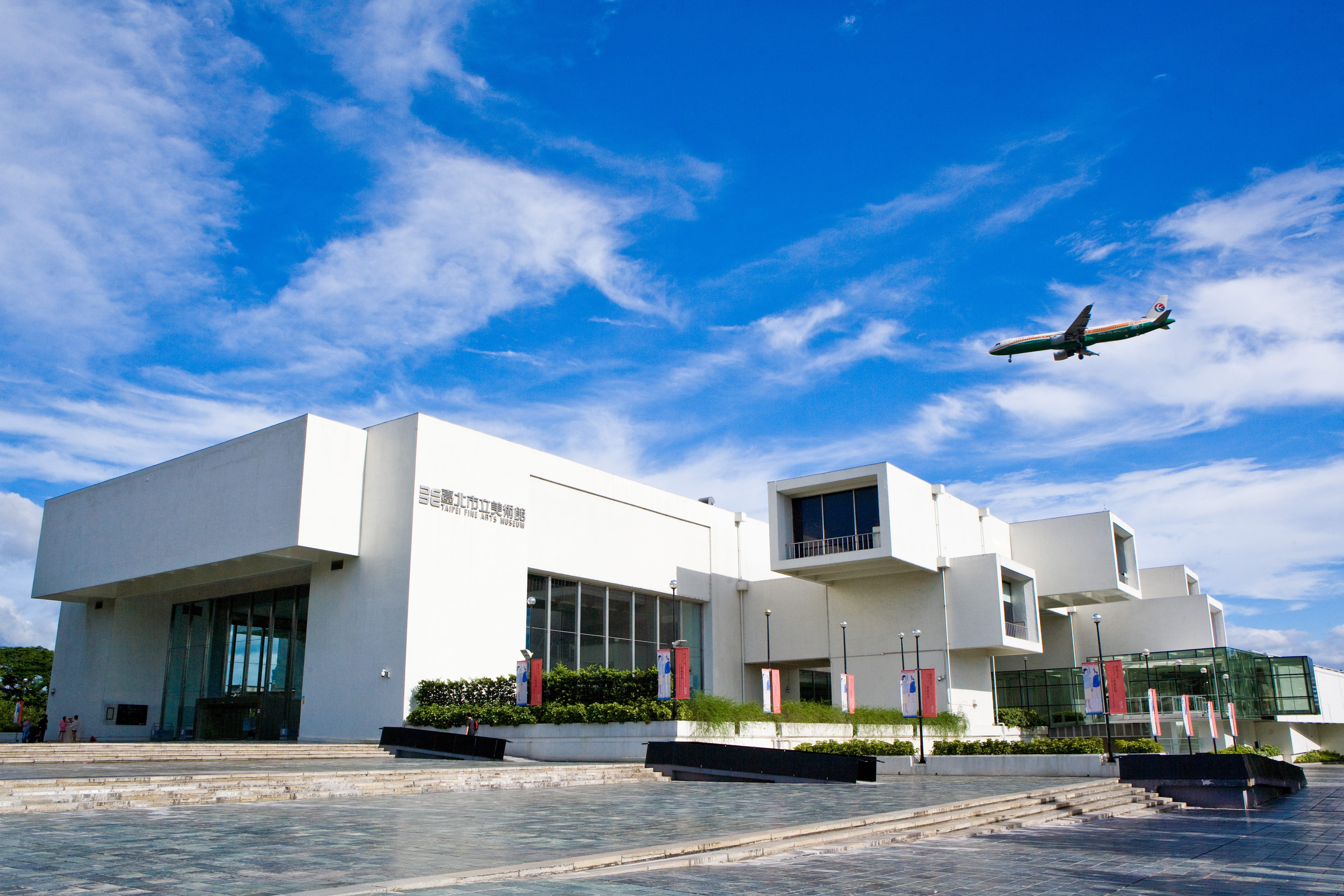
臺北市立美術館為高而潘代表性作品之一

高而潘認為一個建築作品「建築師完成70%，30%就留給藝術家。」胡適墓園、新淡水高爾夫球場俱樂部、月裡山莊、台北市立美術館和華視大樓等為其代表作。新淡水高爾夫球場俱樂部是其個人事務所開業後第一個重要作品，最大的特色在於反曲弧形大屋頂，靈感來源於奈良東大寺的紅色屋頂。1983年參加臺北市立美術館的競圖時，高而潘提出以中空的管子組成格狀，形構出四方幾何、同時留有中庭的設計圖，並採用當時只運用在橋樑設計上的預力結構技術。

## 榮譽
高而潘1980及1984年獲台北市政府優良設計獎、1993年以冬山河親水公園獲第15屆建築師雜誌國際合作優良設計獎、1996年獲頒內政部營建署第2屆中華民國傑出建築師獎，2022年去世後文化部長李永得代表頒贈總統褒揚令。